# Cena Lennarta Nilssona

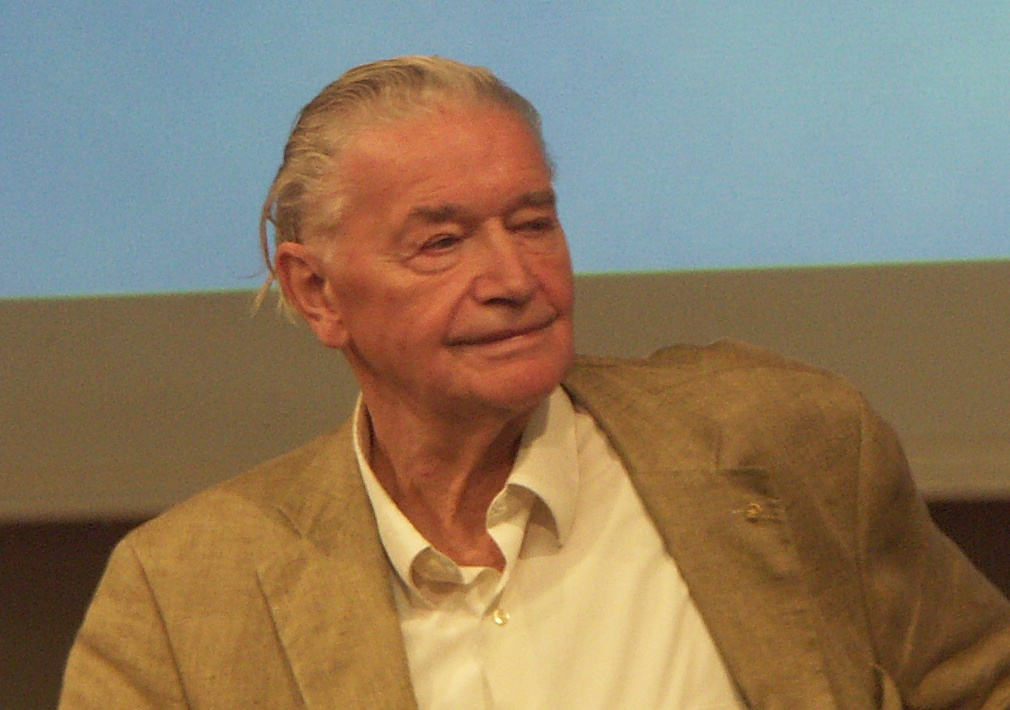
Lennart Nilsson, 2009

Cena Lennarta Nilssona je fotografické ocenění pojmenované podle švédského fotografa Lennarta Nilssona. Cena vznikla v roce 1998 na počest profesora Nilssona a zaštiťuje ji nadace Institut Karolinska. Cena je udělována za vědeckou fotografii a je dotována 100000 švédskými korunami.

## Seznam vítězů
- 1998: Nils Åslund
- 1999: James Henderson

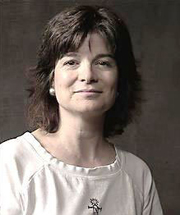
Carolyn Porcová získala cenu v roce 2009

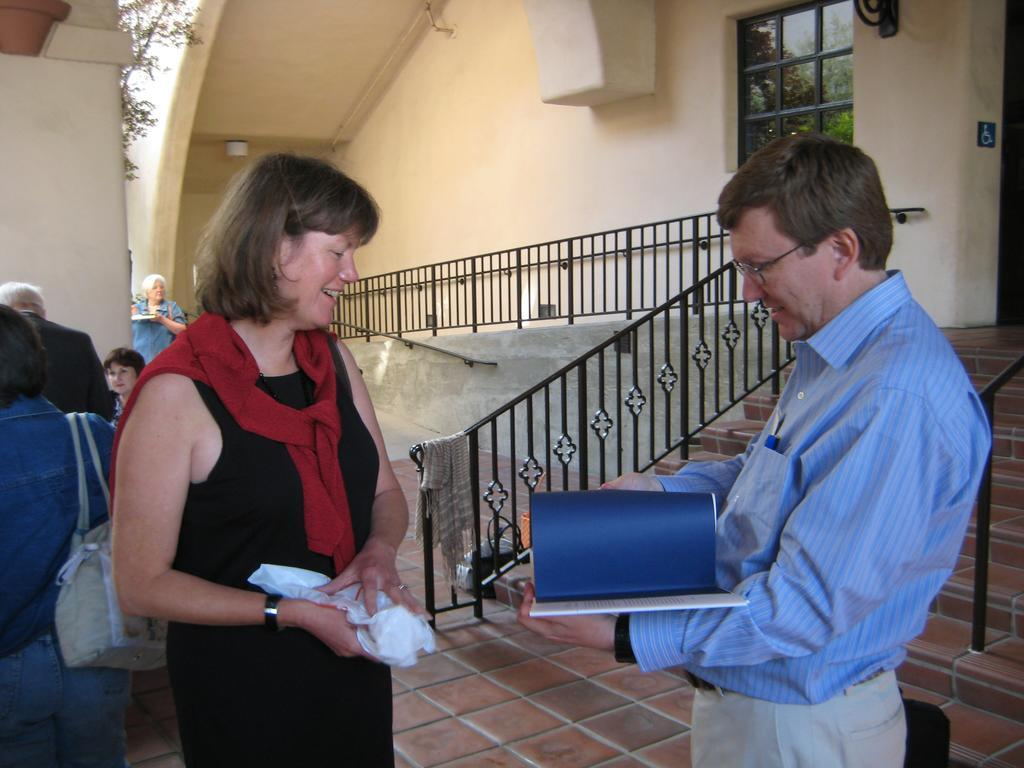
Kenneth G. Libbrecht získal ocenění v roce 2010

- 2000: David Malin (Observatoire anglo-australien)
- 2001: David Doubilet
- 2002: Oliver Meckes a Nicole Ottawa
- 2003: David Barlow (Université de Southampton)
- 2004: Göran Scharmer (Institute for Solar Physics)
- 2005: Frans Lanting
- 2006: Satoši Kuribajaši za inovativní a jedinečný způsob zobrazení světa hmyzu
- 2007: Felice Frankel (Harvardova univerzita a Massachusettský technologický institut)
- 2008: Anders Persson (Univerzita Linköping)
- 2009: Carolyn Porcová, astrofotografie (Space Science Institute) a Babak Amin Tafreshi[2]
- 2010: Kenneth G. Libbrecht, sněhové vločky (California Institute of Technology)[3]
- 2011: Nancy Kedersha, (Harvard Medical School)[4]
- 2012: Hans Blom profesor biologické fyziky Royal Institute of Technology (KTH) a manager laboratoře Science for Life ve Stockholmu získal cenu za mikrofotografie pořízené mikroskopickou technikou nanoSIMS a STORM na Harvardově univerzitě, Boston, USA[5]
- 2013: ?
- 2014: Timothy Behrens (Oxfordská univerzita)
- 2015: Katrin Willig, Max Planck Institute[6]
- 2016: Alexey Amunts, Stockholms universitet[7]
- 2017: Xiaowei Zhuang, Harvard University[8]
- 2018: Thomas Deerinck, University of California i San Diego[9]
- 2019: Ed Boyden, Massachusettský technologický institut[10]